# Mistella
La mistella è un prodotto che si ottiene dalla mescolanza di:
- mosto d'uva non o parzialmente fermentato e
- acquavite di vino o alcol puro.

In questo modo il mosto raggiunge una gradazione alcolica compresa tra i 16 e i 22 gradi, troppo elevata anche per i lieviti più resistenti, e diventa non fermentabile.
Alcune mistelle vengono utilizzate per la preparazione di aperitivi (come il vermut) o vini liquorosi.
I vini liquorosi vengono prodotti da un vino base al quale si aggiunge una combinazione di alcol, mosto concentrato, acquavite, mistella per aumentarne il titolo alcolometrico.